# 106. østlige længdekreds
Den 106. østlige længdekreds (eller 106 grader østlig længde) er en længdekreds, der ligger 106 grader øst for nulmeridianen. Den løber gennem Ishavet, Asien, det Indiske Ocean, det Sydlige Ishav og Antarktis.